# Schiavina
La Schiavina era un soprabito usato nel Medioevo da viaggiatori, pellegrini e religiosi. In seguito venne adottata anche per i galeotti.
Realizzata in stoffa grossolana, la schiavina è lunga fino al polpaccio e aveva maniche larghissime. Alle spalle o sul petto, veniva legata con delle corregge e generalmente accessoriata con una borsa e una fiasca per i liquidi.
L'indumento è mutuato dall'uso slavo, cui la denominazione si richiama, ed era utile per proteggere gli abiti sottostanti dalla polvere e dal fango, durante gli scomodi viaggi dell'epoca.
(Franco Sacchetti)